# Michael Fakuade
Michael Olayinka Fakuade (nacido el 18 de febrero de 1989 en Chicago, Illinois) es un jugador de baloncesto estadounidense y nigeriano que actualmente juega en el Real Estelí de la Liga Superior de Baloncesto de Nicaragua.

## Trayectoria deportiva

### Universidad
Formado inicialmente en la Universidad de Northern Illinois, donde jugó dos temporadas en la División I de la NCAA. En 2011/12 decidió enrolarse en la Universidad de Illinois-Springfield, donde concluye su carrera universitaria promediando 14 puntos y 11 rebotes en la División II. 

### Profesional
Inicia su carrera profesional en Alemania en la temporada 2012/13 disputando la tercera división con el Hannover Tigers. En 2013/14 firma con el Wohnbau de la PRO A, la segunda categoría del país, promediando 8.3 puntos y 7.3 rebotes. 
Al inicio de la temporada 2014/15 se traslada a España para firmar con el Força Lleida, club español de LEB Oro, con el que completa la temporada acreditando 7.1 puntos y 5.2 rebotes. En 2015/16 firma por el Quesos Cerrato Palencia, donde mejora sus promedios hasta los 9.8 puntos y 6.2 rebotes.
En 2016/17 se incorpora al Breogán Lugo, alcanzando los 10 puntos y 7 rebotes de media, consolidándose en la categoría. Ello le sirve para formar en 2017/18 con el Detelco Guipúzcoa y disputar la Liga ACB, completando la campaña con medias de 6.5 puntos y 3.7 rebotes en 17 minutos.
Firma en 2018/19 con el Orleans Loriet Basket de la Pro B (segunda división) francesa donde promedia 10.4 puntos y 6.3 rebotes, para firmar al año siguiente (2019/20) con el Chalons Reims de la Liga Jeep Elite, máxima competición de Francia. Allí registró medias de 6.3 puntos y 4.1 rebotes en los 25 encuentros que disputó hasta la conclusión anticipada de la temporada debido a la pandemia de coronavirus.
En 2020 firmó por el Wilki Morskie Szczecin de la PLK polaca, para disputar la temporada 2020-21.
El 16 de septiembre de 2021, firma por el Al Ahly de la Primera División de baloncesto de Egipto.
En febrero de 2024 se unió al Real Estelí de Nicaragua.